# Julie Andem
Julie Andem (født 4. juli 1982) er en norsk manuskriptforfatter, regissør og TV-producer.
Hun står blandt andet bag ungdomsserien Skam på NRK, der i både 2016 og 2017 modtog priser (Gullruten) fra den norske tv-branche. Hun har tidligere arbejdet med serier som Sara, MIA og Jenter. Julie Andem har været ansat i NRK siden 2007.